# Gantaganahalli, Kunigal
Gantaganahalli là một làng thuộc tehsil Kunigal, huyện Tumkur, bang Karnataka, Ấn Độ.